# 万寿路駅 (北京市)
万寿路駅（まんじゅろ-えき）は、中華人民共和国北京市海淀区に位置する北京地下鉄1号線の駅。

## 駅構造

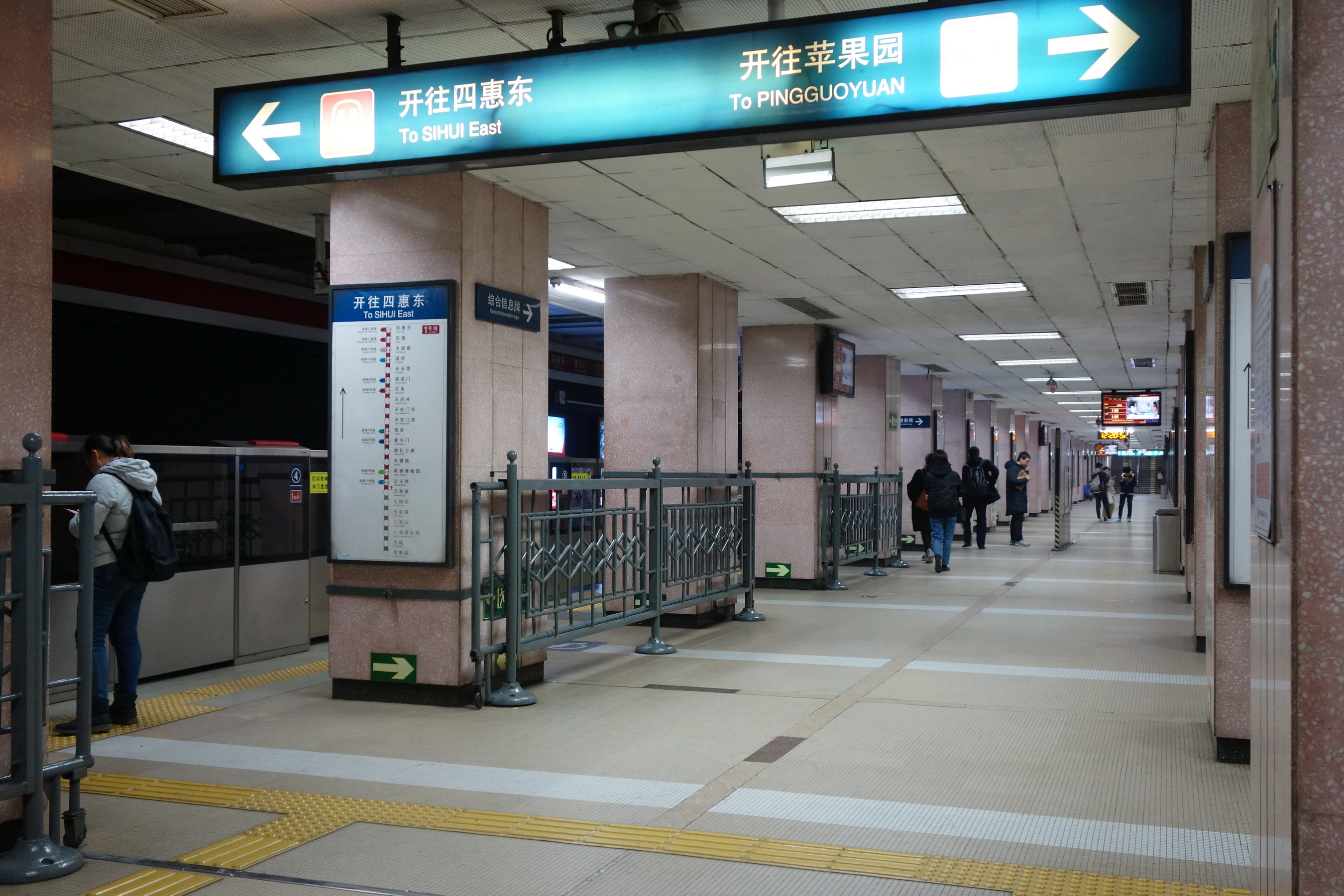
ホーム

島式ホーム1面2線を有する地下駅。
| 1号線ホーム | ←1号線 五棵松・苹果園方面 |
| 1号線ホーム | 島式ホーム                |
| 1号線ホーム | 1号線 公主墳・四恵東方面→ |

## 駅周辺
- 北京市水利局
- 中華人民共和国地震局
- 中華人民共和国国務院耐震司令部

## 歴史
- 1969年10月1日 - 開業。ただし、乗車できるのは公務員のみだった。
- 1977年 - 一般市民に開放。
- 1980年 - 外国人も使用可能になった。

## 隣の駅
■北京地下鉄1号線
五棵松駅  - 万寿路駅 - 公主墳駅
座標: 北緯39度54分23秒 東経116度17分20秒 / 北緯39.90626度 東経116.28897度